# Sistema d'Arxius de Catalunya
El Sistema d’Arxius de Catalunya o (SAC) "és el conjunt d’òrgans de l’Administració i d’arxius que, amb normes i procediments garanteixen, d’acord amb els seus valors, la gestió, la conservació, la protecció, la difusió correctes de la documentació de Catalunya, i l’accés a aquesta documentació".

El SAC aplega amb criteris de qualitat els arxius que operen en territori català, enuncia els òrgans de l’administració responsables de dur a terme la política arxivística i els instruments del Sistema i impulsa la formulació d’un marc legal i normatiu adient

## Precedents
El primer intent de crear un Sistema d’arxius va ser amb la Generalitat republicana (1931- 1939). Els documents de la Conselleria de Cultura de la II República van ser dels que més patiren la confiscació, la dispersió i/o destrucció de què fou objecte la documentació pròpia de la Generalitat a la fi de la Guerra Civil (1936-39).

Entre les publicacions institucionals de l’època hi ha l’anomenada Obra de Cultura de l’any 1932, que conté un mapa de la “Xarxa de les institucions culturals de la Generalitat a Catalunya”. Però el primer autogovern amb l’aprovació de l’Estatut d’Autonomia del 1932 es van veure ajornats i trasbalsats, primer, pels fets transcorreguts al 6 d’octubre de 1934 i posteriorment per la Guerra Civil. En aquells anys ressalten les diverses propostes d'Agustí Duran i Sanpere, com ara la creació d'arxius comarcals, la Secció d'Arxius i l'Arxiu General de Catalunya, que arribaren a ser projectades l'any 1936.

En matèria d’Arxius, la Generalitat de la II República va dur a terme la tasca de salvació de fons portada a terme des de la Secció d’Arxius, dirigida per Agustí Duran i Sanpere. Aquest dirigí la política d’arxius de la Generalitat des de la creació del Consell de Cultura (1931). Va deixar una àmplia memòria sobre Els arxius documentals de Catalunya durant la guerra dels anys 1936-39, publicada sencera el 1975.
L'Estatut d'Autonomia del 1932, la Generalitat va obtenir competències bàsiques en matèria de patrimoni cultural. En qüestió legislativa cal destacar la Llei de conservació del patrimoni històric, artístic i científic de Catalunya (3 de juliol 1934). En matèria d’arxius la tasca més important de cara al desplegament de les competències estatutàries va ser l’aprovació, per part del Govern central (Decret del 5 d'octubre de 1934), dels acords de la Comissió Mixta per a la implantació de l’Estatut de Catalunya. Dit Estatut establia a l’Article 7, "La Generalitat s’encarregarà dels serveis de Belles Arts, Museus, Biblioteques, Conservació de monuments i Arxius, exceptuant el de la Corona d'Aragó".

## Actualitat
Amb la constitució de 1978 començà una nova etapa política i per tant, un nou marc legal. Amb l'aprovació dels estatuts d'autonomia es va atorgar a les anomenades comunitats autònomes una sèrie de competències que mostren la voluntat política de descentralització estatal. El repartiment competencial entre l’Estat central i les autonomies es fixen en els articles 148.1 i 149.1, que estableixen les competències exclusives de l’Estat i especifiquen les matèries sobre les quals les comunitats autònomes tindran competències, és a dir, Museus, Biblioteques i Conservatoris de Música d'interès autonòmic.

Amb l'Estatut d'Autonomia de Catalunya de 1979, el govern català començà novament l'aprovació de lleis pròpies en matèria d'arxius. L'article 9 de dit estatut dona plena competència a la Generalitat sobre cultura, patrimoni i arxius. Igualment, l'article 11, 25 i 26 li confereixen l'execució de la legislació de l'Estat en els arxius de titularitat estatal la gestió dels quals es traspassés, i li atorga la potestat legislativa, la potestat reglamentària i la funció executiva, inclosa la inspecció i la preferència del dret català.

A Catalunya el procés legislatiu en matèria d'arxius començà amb la Llei 6/1985. Aquesta llei defineix el concepte d'arxiu públic i els arxius històrics de Catalunya (Arxiu Nacional i arxius comarcals) i també defineix l'arxiu privat. Però aquesta llei només serà el començament legislatiu i normatiu en matèria d'arxius a Catalunya. Amb la Llei 8/1989, modifica i completa l'anterior. A més, aquesta llei protegeix la integritat de tots els arxius ja siguin públics o privats. Amb aquesta nova llei s'intenta dirigir el caràcter historicista de la llei anterior i aplicar-la en un vessant de les organitzacions públiques i privades.

Amb el Decret 117/1990 del 3 de maig, es crea la Comissió Nacional d'Avaluació i Tria de Documentació que té per objecte elaborar i homogeneïtzar els criteris generals d'avaluació i tria de documentació, de l'Administració pública; de l'altra, posar les bases per als estudis previs que l'avaluació i la tria requereixin, a fi de poder arribar a l'establiment de Taules d'Avaluació Documental.

No és fins al 1993 que es defineix com a patrimoni cultural català el patrimoni documental, fent referència no només a l'expressió escrita, sinó que també, el llenguatge oral, d'imatges i/o sons, natural o codificat, recollit en qualsevol mena de suport material, i qualsevol altra expressió gràfica que constitueixi un testimoni de les funcions i les activitats socials. amb exclusió de les obres d'investigació o de creació. Ja el 1996, la Generalitat de Catalunya regula el sistema general de gestió de la documentació administrativa de la Generalitat de Catalunya i determina els criteris bàsics d'organització dels arxius que integren aquesta documentació en les seves diferents fases.

El 2001 es crea la nova llei d'arxius i actualment la base del sistema legal en matèria d'arxius a Catalunya. La Llei 10/2001 del 13 de juliol, plasma l'evolució del sistema d'arxius en el marc de les administracions i la societat catalana.

| « | L'objecte d'aquesta Llei és impulsar la gestió i garantir la preservació de la documentació de Catalunya, tant pública com privada, d'acord amb els seus valors, per a posar-la al servei dels interessos generals; establir els drets i deures dels que en són titulars, i també dels ciutadans en relació amb l'esmentada documentació, i regular el Sistema d'Arxius de Catalunya | » |

Aquesta nova llei aporta una sèrie de millores significatives amb relació a la llei de 1985. La contribució a l'establiment del règim jurídic aplicable als documents públics i privats; el reconeixement de les actuacions de les administracions catalanes en matèria d'arxius, la regulació dels arxius existents a Catalunya; l'establiment d'una normativa bàsica comuna a tots els arxius del país i la regulació del dret d'accés als documents que comporten un canvi més acusat i de més rellevància. La Llei també dona una definició legal pel que fa als arxius i documents.
| « | [...]Sistema de gestió documental: el conjunt d'operacions i de tècniques, que integrades en la gestió administrativa general, basades en l'anàlisi de la producció, la tramitació i els valors dels documents, que es destinen a la planificació, el control, l'ús, la conservació i l'eliminació o la transferència dels documents a un arxiu, amb l'objectiu de racionalitzar-ne i unificar-ne el tractament i aconseguir-ne una gestió eficaç i rendible | » |

El Decret 190/2009 disposa una sèrie de requisits pels arxius del SAC. Estableix els requisits mínims perquè els arxius puguin integrar al Sistema d'Arxius de Catalunya, els quals garanteixen la gestió, la conservació i l'accés adequats als fons documentals. A més, dita llei, regula el Registre d'Arxius de Catalunya. El registre, juntament amb el cens d'arxius, és una eina que permet avançar en la materialització del Mapa d'Arxius de Catalunya i en la implementació d'una política arxivística eficaç. La inclusió d'un arxiu al Sistema comporta necessàriament la inscripció d'ofici al Registre d'Arxius. 

## Components del SAC

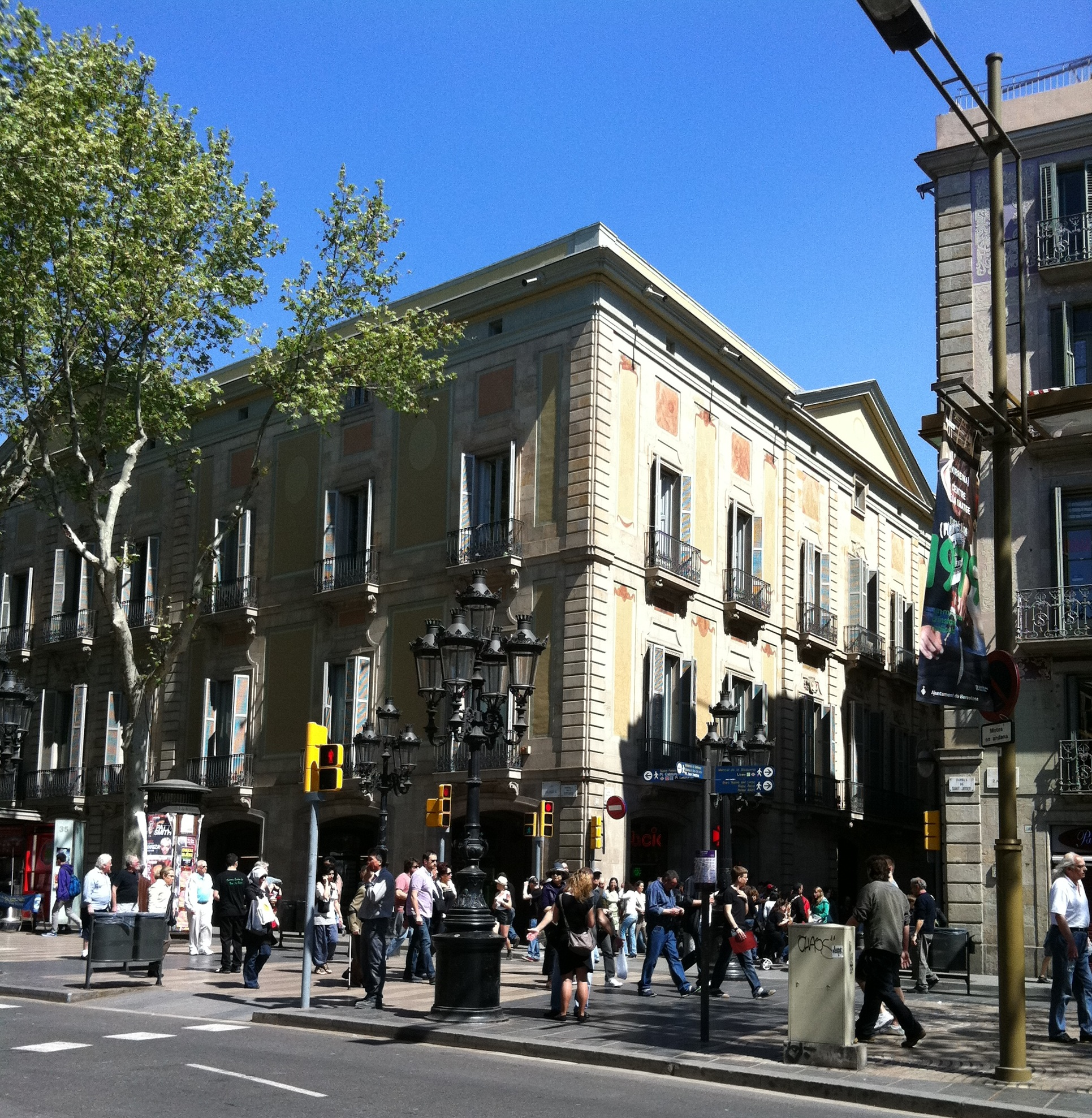
Palau Moja. Seu de la Direcció General del Patrimoni Cultural de la Generalitat de Catalunya

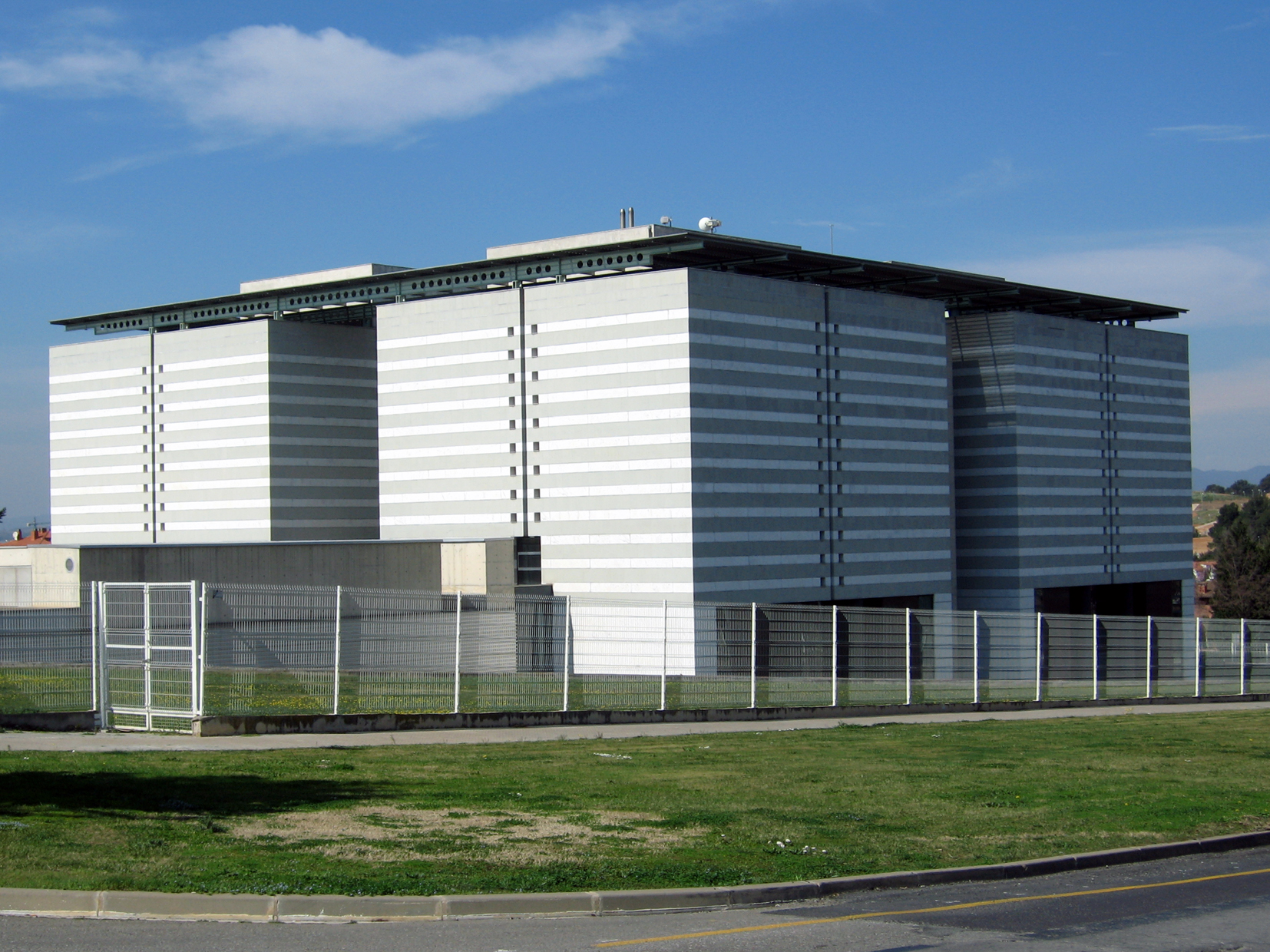
L'Arxiu Nacional de Catalunya

Basant-se en l'article 16.2 de la Llei 10/2001 de 13 de juliol d'arxius i documents, conformen els òrgans del SAC, la Subdirecció General d'Arxius i Gestió Documental, el Consell Nacional d'Arxius (CNA) i la Comissió Nacional d'Accés, Avaluació i Tria Documental (CNAATD). Els quals han elaborat les normes de desplegament de la Llei, segons indica l'article 17.1.a, i coordinen els arxius que integren el SAC mitjançant tots els recursos que són al seu abast. A més a més, la direcció del sistema dirigeix, impulsa i coordina els arxius competents de l'administració autonòmica i impulsa els òrgans del SAC (el CNA i la CNAAD). Per tant, la Subdirecció General d'Arxius s'erigeix com el coordinador del sistema d'arxius del territori, paral·lelament a les seves tasques coordinadores en altres àmbits, així com impulsor i elaborador de nous projectes i normatives pertanyents a les seves competències.

Així mateix, tal com estableix l'article 4.2, el SAC ha de "vetllar per l'aplicació d'un únic sistema de gestió documental en cadascuna de les administracions i institucions públiques de Catalunya". Com també determinar les necessitats i prioritzar aquelles actuacions en els diversos arxius del territori català, especialment aquells casos que necessitin un suport més urgent per a la seva millor conservació o organització. Com ara donar suport tècnic i especialitzat i potenciar la prevenció i conservació dels documents (art. 17.3). I alhora vetllar per la formació contínua entre els professionals que treballin en el SAC en la mateixa línia d'oferir un millor suport tècnic a les necessitats dels arxius.

Una altra funció molt important per al bon funcionament del SAC, de la qual s'ha d'ocupar la Subdirecció General d'Arxius i Museus, és la inspecció (art. 17.2 i 38.2.a), que afecta a tots els arxius de titularitat pública, a excepció dels arxius amb titularitat estatal, la gestió dels quals no hagi estat traspassada al govern català. I al mateix temps controlar els arxius privats que apleguen documents pertanyents al patrimoni documental de Catalunya. Per tal d'establir les prioritats de la política arxivística del país, el SAC té al seu abast un instrument de planificació i de gestió, el Mapa d'Arxius de Catalunya, que té per objectiu dibuixar el nombre i el tipus de centres o serveis d'arxius a Catalunya, i fent d'aquesta manera, que tots ells puguin complir amb les premisses i objectius que determina la Llei d'arxius i documents.

Al mateix temps, la comissió permanent també ha tractat temes com ara el desplegament del cens i mapa d'arxius de Catalunya, un dels principals projectes endegats des de la Subdirecció General d'Arxius i que s'està duent a terme gradualment per tal d'arribar a abraçar el màxim nombre de possibles centres d'arxiu del territori.

D'altra banda, la Comissió Nacional d'Accés, Avaluació i Tria Documental, creada l'any 1990, ha vist com l'any 2008 la Llei 13/2008 ha ampliat les seves funcions, bàsicament pel que fa a l'àmbit d'accés. La seva tasca des de 1990 s'ha fonamentat en el seguit de comissions creades per a l'anàlisi de la documentació dels arxius catalans que necessitava una avaluació per a determinar la seva conservació, destrucció o accés. 

El SAC el conformen els anteriors tres òrgans esmentats i arxius ubicats a Catalunya, ja siguin públics o privats, i afavoreix alhora la integració al sistema de la resta d'arxius que custodien documents públics o privats de Catalunya, i en especial, fomenta la incorporació dels arxius municipals entre cinc i deu mil habitants (art. 20.3 i 31.4).

### Components del SAC

#### Arxius que formen part del SAC

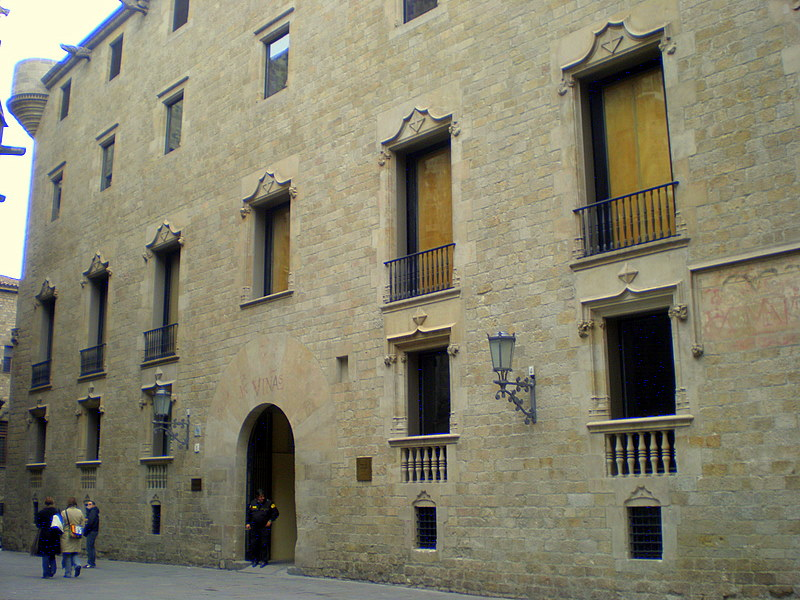
L'Arxiu Reial de Barcelona (1318-1754) va tenir la seva seu des de 1318 a 1993 en el Palau del Lloctinent del Palau Reial Major de Barcelona

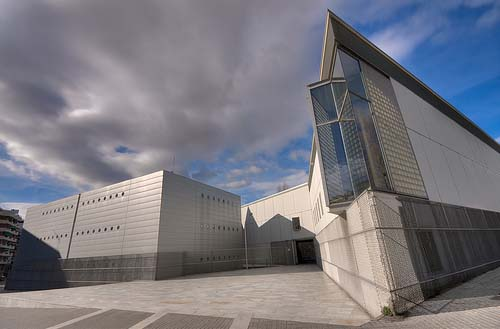
Desde 1993, Seu de l'Arxiu de la Corona de Aragó

Segons l'article article 20 de la Llei 10/2001, els arxius que integren el Sistema d'Arxius de Catalunya són:

- l'Arxiu de la Corona d'Aragó
- els arxius de la Generalitat de Catalunya
- els arxius dels municipis de més de 10.000 habitants
- els arxius de les diputacions provincials (Barcelona, Girona, Lleida i Tarragona)
- els arxius de les universitats (UB, UAB, UPC, UPF, UdG, UdL, URV, UOC, URL, UIC, UdV)
- els arxius històrics provincials (Girona, Lleida i Tarragona, que exerceixen d'arxius comarcals en el seu àmbit territorial)
- Arxiu Històric de Protocols de Barcelona
- els arxius diocesans i capitulars de l'Església catòlica
- altres arxius que compleixin els requisits de l'article 21[1]

### Funcions específiques dels òrgans
Cada òrgan del SAC té una sèrie de funcions específiques segons les seves competències atorgades, tal com marca la Llei 10/2001 de 13 de juliol, d'arxius i documents.

#### El Departament de Cultura
L'òrgan del Departament de Cultura que tingui assignades les funcions de dit departament:
- Coordina el Sistema d'Arxius de Catalunya i elabora la normativa.
- Impulsar i coordinar la Xarxa d’Arxius Comarcals.
- Dirigir funcionalment els arxius centrals administratius de la Generalitat i impulsar-ne i coordinar-ne les actuacions.
- Impulsar l’acció del Consell Nacional d’Arxius i de la Comissió Nacional d’Accés, Avaluació i Tria Documental.
- Establir programes d’actuació arxivística.
- Inspeccionar el compliment de la normativa sobre els arxius.
- La formació permanent dels professionals dels arxius del Sistema d’Arxius de Catalunya i la informació i la documentació especialitzades sobre el sector.
- L'estudi i l'establiment de normes que garanteixin el tractament i la conservació dels documents que només es poden llegir mitjançant un maquinari, a fi de preveure la recuperació de la informació que contenen i d’evitar que l'evolució de la tecnologia els faci inaccessibles.
- El Departament de Cultura promou polítiques de preservació destinades als arxius integrats al Sistema d’Arxius de Catalunya i els presta, en les condicions que s’estableixin, serveis de restauració i reprografia.

#### El Consell Nacional d’Arxius
Aquest és l’òrgan consultiu de l’Administració de la Generalitat en matèria d’arxius. Entre els seus membres, hi ha d’haver-hi de
representants dels professionals dels arxius, de l’Administració de la Generalitat, de les administracions locals, de l’àmbit de la recerca i de les entitats socials i culturals del país.
El Consell Nacional d'Arxius com a òrgan de consulta de l'Administració de la Generalitat en matèria d'arxius, amb unes atribucions molt àmplies, entre les quals es destaquen les de proposar actuacions i iniciatives en matèria d'arxius i emetre
dictàmens sobre programes globals d'actuació arxivística, normativa tècnica, incorporació de nous arxius al SAC, entre d'altres. Des de la seva creació, el CNA ha presentat diversos plans:
- Pla d'Actuació Arxivística 2007-2010
- Pla Corporatiu de Gestió Documental de la Generalitat
- Pla d’Infraestructures d'Arxius del Departament de Cultura

#### La Comissió Nacional d’Accés, Avaluació i Tria Documental
Aquesta comissió és un òrgan col·legiat de caràcter tècnic, adscrit a la direcció general competent en matèria d’arxius. Entre els seus membres hi ha de designats per les entitats representatives dels professionals dels arxius i de les administracions locals. Les seves funcions són:
- Promoure l'exercici del dret d’accés als documents de les persones i les entitats públiques i privades.
- Emetre informe sobre les reclamacions de les persones i de les entitats públiques i privades que considerin vulnerat llur dret d’accés als documents.
- Emetre informe sobre les derogacions singulars de la normativa sobre accés als documents.
- Elaborar les taules d’avaluació documental, elevar-les a l’aprovació del conseller o consellera de Cultura i controlar-ne l’aplicació correcta.
- Resoldre les sol·licituds d’avaluació de documents públics.
- Avaluar els documents privats integrants del patrimoni documental que no hagin estat declarats d’interès nacional ni inclosos en el Catàleg delpatrimoni cultural català, i autoritzar-ne l'eliminació, si escau.